# Igor Armaș
Igor Armaș (n. 14 iulie 1987, Căușeni, RSS Moldovenească, URSS) este un fotbalist internațional moldovean, care evoluează la echipa FC Voluntari în Liga a II-a.
După un sezon de succes petrecut la Zimbru, Armaș a semnat un contract pe patru ani cu echipa suedeză Hammarby IF.

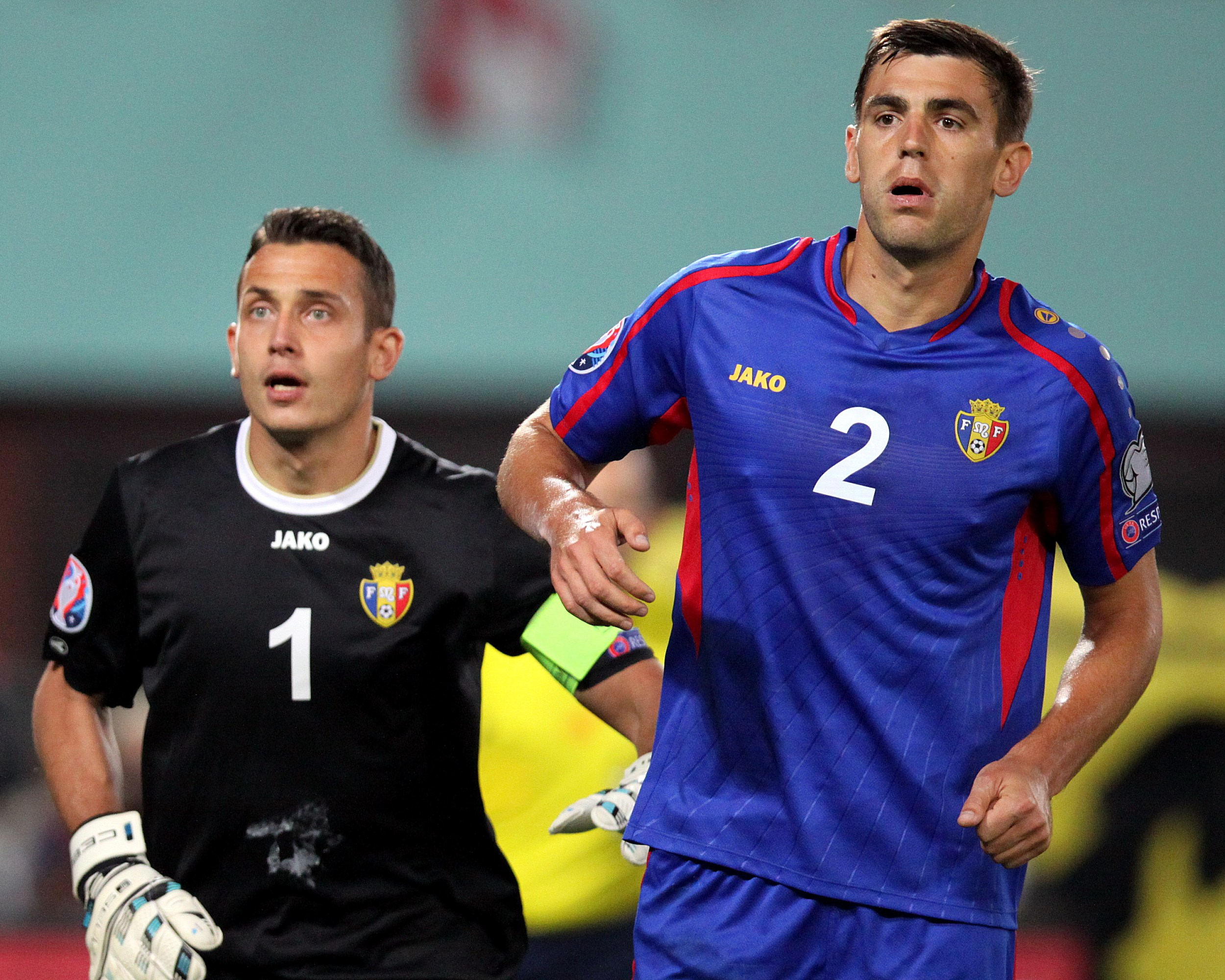
Ilie Cebanu și Igor Armaș la meciul Austria – Moldova din 5 septembrie 2015

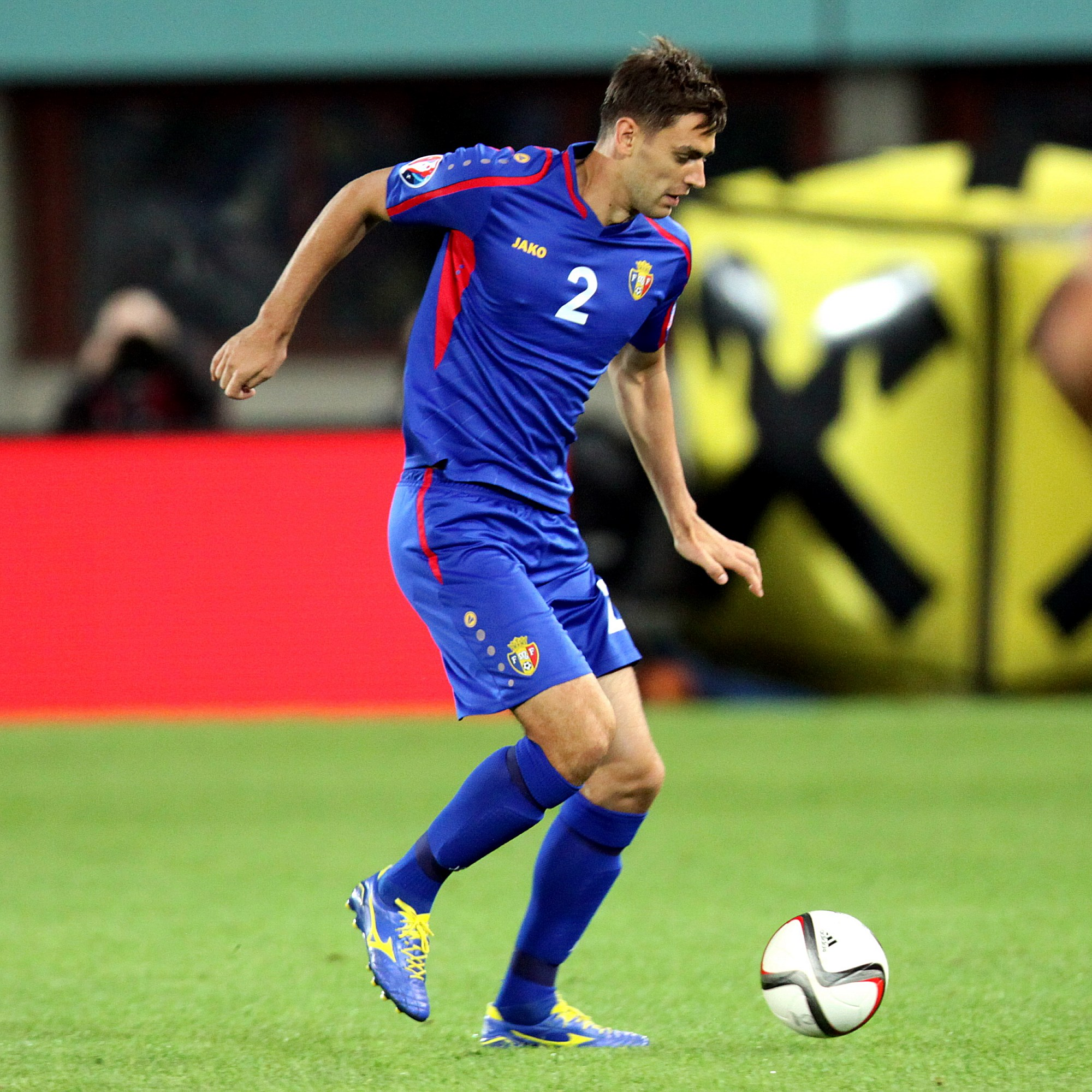
Igor Armaș la meciul Austria – Moldova din 5 septembrie 2015

În noiembrie 2009 a fost ales "Jucătorul anului" de către fanii lui Hammarby, într-un sondaj pe site-ul oficial al clubului.

## Goluri internaționale
|    | Data            | Stadion                        | Adversar   | Scor | Rezultat | Competiția                                             |
| -- | --------------- | ------------------------------ | ---------- | ---- | -------- | ------------------------------------------------------ |
| 1. | 10 august 2011  | Neo GSP Stadium, Nicosia       | Cipru      | 1–1  | 2–3      | Meci amical                                            |
| 2. | 15 October 2013 | Stadion Pod Goricom, Podgorica | Muntenegru | 1–2  | 2–5      | Calificările pentru Campionatul Mondial de Fotbal 2014 |